# (5772) Johnlambert
(5772) Johnlambert es un asteroide perteneciente al cinturón de asteroides descubierto el 15 de junio de 1988 por Eleanor F. Helin desde el Observatorio del Monte Palomar, Estados Unidos.

## Designación y nombre
Designado provisionalmente como 1988 LB. Fue nombrado Johnlambert en homenaje a John V. Lambert, que ha desarrollado técnicas para determinar los tamaños y formas de planetas menores a partir de observaciones de ocultación y curvas de luz. Ahora está involucrado en el Comando Espacial de la Fuerza Aérea de EE. UU. y en los programas del Laboratorio Phillips para el estudio de objetos cercanos a la Tierra.

## Características orbitales
Johnlambert está situado a una distancia media del Sol de 2,554 ua, pudiendo alejarse hasta 2,881 ua y acercarse hasta 2,228 ua. Su excentricidad es 0,127 y la inclinación orbital 12,23 grados. Emplea 1491,62 días en completar una órbita alrededor del Sol.

## Características físicas
La magnitud absoluta de Johnlambert es 13.